# 长圆红景天
长圆红景天（学名：Rhodiola forrestii）为景天科红景天属的植物，为中国的特有植物。分布于中国大陆的云南、四川等地，生长于海拔2,900米至4,000米的地区，常生长在山坡上，目前尚未由人工引种栽培。

## 别名
川滇景天、少花景天（拉汉种子植物名称）